# Trace Lysette

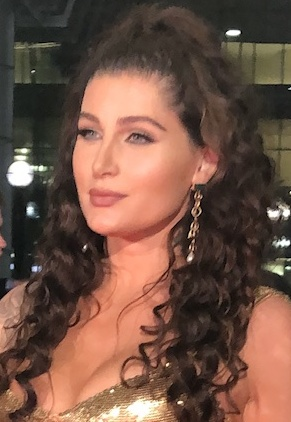
Trace Lysette auf der Premiere von Hustlers beim Toronto International Film Festival 2019

Trace Lysette (geboren 2. Oktober 1987 in Lexington) ist eine US-amerikanische Schauspielerin. Sie wurde vor allem durch ihre wiederkehrende Nebenrolle Shea in Transparent sowie durch die Verpflichtungen in den Filmen Hustlers und Monica bekannt. In letzterem verkörperte Lysette ihre erste Hauptrolle.

## Leben
Lysette wurde in Lexington im US-Bundesstaat Kentucky geboren, wuchs allerdings in Dayton in Ohio auf. Laut Lysette, die eine trans Frau ist, sich aber in der Schulzeit männlich präsentierte, verhielten sich die Bewohner der Stadt ihr gegenüber nicht offen, nach einer homophoben Beleidigung durch einen Mitschüler in der elften Klasse wurde Lysette gegen diesen handgreiflich und musste nach einem Verweis die Schule wechseln. In ihren späten Teenager-Jahren begann Lysette, als Drag-Darstellerin in den Schwulenbars 1470 West, Celebrities, Reflections sowie Wall Street in Dayton und Columbus aufzutreten, sie versuchte sich zudem als Leichtathletin.
Nach dem Abschluss einer örtlichen High School zog Lysette in den 2000er-Jahren nach New York City, um dort Karriere zu machen. Sie war in verschiedenen Berufen tätig, unter anderem als Friseuse, Visagistin und Angestellte bei Bloomingdale’s, verlor allerdings diese Arbeitsstelle, da es ihr im Laden nicht gestattet wurde, die Damentoilette zu benutzen. In der Stadt wurde sie zudem festes Mitglied der Ballroom Culture, in der meist nicht-weiße Mitglieder der LGBT-Gemeinschaft in Houses genannten Gruppen bei Balls, also künstlerischen Wettbewerben, gegeneinander antreten. In einem Interview erwähnte Lysette, von ihrer Mutter am Anfang der Transition zunächst nicht akzeptiert worden zu sein. Diese habe einige Jahre darauf ihre Meinung jedoch geändert und sich mit ihr wieder versöhnt.
In ihrer Zeit in New York begann Lysette auch mit einer geschlechtsangleichenden Maßnahme, die geschlechtsangleichende Operation ließ sie in Thailand durchführen. Lysette arbeitete nach ihrer Rückkehr in die Vereinigten Staaten in Manhattan acht Jahre als Stripperin in verschiedenen Clubs. Nach einer gescheiterten Liebesbeziehung unternahm Lysette in Midtown einen Suizidversuch, weswegen sie in die psychiatrische Abteilung des örtlichen Bellevue Hospital eingewiesen wurde. Nach ihrer Genesung wurde Lysette von einem Freund, der ihr großes Talent bescheinigte, dazu ermutigt, schauspielerisch tätig zu werden, diesen Rat befolgte sie.

## Karriere
Lysette besuchte im Jahr 2008 mehrere Schauspielkurse in der Stadt New York und erhielt im Jahr 2013 ihre erste Rolle als Gastdarstellerin in einer Episode von Law & Order: Special Victims Unit. Lysette ging am Anfang ihrer Karriere mit ihrer geschlechtlichen Identität nicht offen um und sprach nur für cisgender Rollen vor. Als sie allerdings ihre trans Kollegin Laverne Cox in ihrer Rolle als Sophia Burset in Orange Is the New Black sah und zudem in den Nachrichten von der trans Frau Islan Nettles hörte, die in ihrem Stadtteil Harlem ermordet wurde, entschied sie sich, ihre Geschlechtsidentität beruflich nicht mehr zu verbergen. Sie wandte sich an Cox, die sie zu Act Out brachte, einem Schauspielkurs für LGBT-Personen in Chelsea, in dem sie sich auch mit anderen über ihre beruflichen und persönlichen Erfahrungen als trans Frau austauschte. Für den Film The Danish Girl fungierte Lysette als Beraterin, indem sie einem der Produzenten von ihren Erfahrungen erzählte. Laut eigener Aussage erhielt sie für diese Tätigkeit weder eine Bezahlung noch eine offizielle Erwähnung.
Ihren Durchbruch als Schauspielerin feierte Lysette 2014 als wiederkehrende Nebenfigur Shea, Yogalehrerin und Bekannte der Hauptfigur Maura Pfeffermann, in der Prime-Video-Produktion Transparent, wobei Lysette zunächst für Davina, die beste Freundin der Hauptfigur, vorsprach. Durch ihre Verpflichtung in Transparent hatte Lysette auch öffentlich ihr Coming-out als trans Frau. Ein Handlungsstrang in der dritten Staffel, in dem Shea eine Beziehung mit dem heterosexuellen cisgender Mann Josh (Jay Duplass) führte, wurde von mehreren US-Medien als wichtiger Schritt zur Erhöhung der Sichtbarkeit von trans Personen im Fernsehen bezeichnet. Lysette und Duplass wurden hierbei besonders für eine Szene gelobt, in der sich Shea wegen ihrer HIV-Infektion mit Josh streitet. Über Lysettes schauspielerische Leistung, die sie laut eigenen Angaben bei Minustemperaturen drehte und nach deren Dreh sie kurzzeitig ihre Stimme verlor, da sie schreien musste, äußerten sich neben vielen Zuschauern unter anderem auch Laverne Cox und die Sängerin Sia öffentlich positiv. Lysette reichte ihre Darstellung in der Episode für eine Nominierung bei der Primetime-Emmy-Verleihung 2017 in der Kategorie Beste Gastdarstellerin in einer Comedy-Serie ein. Die Branchenblätter Variety und The Hollywood Reporter schätzten ihre Chancen für eine Nominierung als gut bis hoch ein, sie wurde allerdings letztlich nicht berücksichtigt.
2017 beschuldigten Lysette und eine ehemalige Set-Assistentin den Hauptdarsteller Jeffrey Tambor der sexuellen Belästigung, weswegen dieser entlassen wurde und Maura Pfeffermann in der finalen fünften Staffel von Transparent sowie dem abschließenden Fernsehfilm nicht mehr vorkam. Im selben Jahr waren Lysette und andere in der Unterhaltungsbranche tätigen trans Frauen und -männer Teil eines von ihrer Kollegin Jen Richards verfassten sowie unter anderem von der Gay and Lesbian Alliance Against Defamation produzierten Videos, in dem sie Hollywood-Verantwortliche aufforderten, mehr Filme über trans Personen zu produzieren beziehungsweise trans Darsteller allgemein öfters zu engagieren, weil Filmstudios die Macht besäßen, die Öffentlichkeit für das Thema zu sensibilisieren und so die oftmals gesellschaftlich prekäre Situation der geschlechtlichen Minderheit zu verbessern.
2018 entwickelte sich ein Tweet von Lysette zum Internetphänomen. In diesem kritisierte sie die Besetzung des trans Mannes und Gangsters Dante Gill im geplanten Biopic Rub & Tug von Rupert Sanders mit Scarlett Johansson. Laut Lysette hätte sie kein Problem mit Darstellerinnen wie Johansson oder Jennifer Lawrence (die sie als Schauspielerin sehr schätze) in trans Rollen, wenn sie im Gegenzug cisgender Rollenangebote in großen Hollywood-Produktionen bekäme, was aber nicht der Fall sei. Die betreffenden Schauspieler würden trans Personen nicht nur die persönlichen Geschichten und Möglichkeiten wegnehmen, sondern sich selbst auch für das Imitieren der trans Erfahrungen mittels ihrer dafür erhaltenen Auszeichnungen und positiven Kritikerstimmen „auf die Schulter klopfen“.
In einer von Variety organisierten Gesprächsrunde über trans Personen in Hollywood am 8. August desselben Jahres nahm neben Alexandra Billings, Chaz Bono, Laverne Cox, Jen Richards und Brian Michael Smith auch Lysette teil, in der sie die Hintergründe ihres Tweets erläuterte. Laut Lysette sei sie durch die Ankündigung an ihre Grenzen gestoßen, wobei ihre Kritik nicht Johansson persönlich, sondern der Doppelmoral in der Filmindustrie gegolten hätte. Sie bekomme seit ihrem Outing nur noch Rollenangebote für trans Figuren und fühle sich dadurch eingeengt. Sie sei zudem von der Resonanz ihrer Aussagen überrascht gewesen, da diese vollkommen spontan und durch das Ignorieren ihres persönlichen Filters entstanden seien. Sie zeigte sich auch von Johanssons Rückzug vom Projekt enttäuscht und behauptete, dass diese eine Position als Produzentin oder Nebendarstellerin hätte einnehmen können, durch erstere hätte sie die Möglichkeit gehabt, einen trans Mann in der Rolle zu besetzen.
Neben weiteren Auftritten in Fernsehserien wie Blunt Talk und Pose war Lysette in den Folgejahren auch in einigen Musikvideos als Darstellerin zu sehen, beispielsweise in Girls Like You von Maroon 5 feat. Cardi B, WTP von Teyana Taylor und dem SOS-Cover von Cher. 2019 gab Lysette als Stripperin Tracey ihr Spielfilmdebüt in Hustlers. Dabei erwähnte sie in einem Tweet ihre ehemalige Arbeit in Scores, dem Club, der als Drehort diente, und bot sich als Mitwirkende vor oder hinter der Kamera an. Aus diesem Grund verabredete sich Lorene Scafaria, die Regisseurin und Drehbuchautorin des Films, mit ihr zum Mittagessen. Bei diesem beschrieb Lysette ihre frühere Tätigkeit und erzählte von kuriosen Ereignissen im Lokal, weswegen Scafaria schließlich eine neue Figur erdachte und Lysette in der Rolle besetzte.
Im Juni 2020 wurde Lysette anlässlich des 50-jährigen Jubiläums der ersten Pride Parade in den Vereinigten Staaten von der sich an LGBT-Personen richtenden Online-Publikation Queerty zu einer der 50 Personen ernannt, die die USA in Richtung Gleichheit, Akzeptanz und Würde für alle lenkten. Im Juli desselben Jahres übernahm Lysette für die geplante Dokumentarserie Trans in Trumpland über die Situation von trans Personen unter der Trump-Regierung erstmals eine Aufgabe als Executive Producer.
Am 15. Januar 2021 veröffentlichte Lysette das Rap-Lied SMB mit dazugehörigem Musikvideo. Das Lied entstand auf Bitten des Regisseurs Ty Hodges, der Lysette fragte, ob sie etwas zum Soundtrack seines Films Venus as a Boy beitragen könne. In SMB beschreibt Lysette, wie sie aus eigener Kraft ihre beruflichen Erfolge und Identität als Frau erreicht hat, wobei sie auch andere trans Frauen ihre Unterstützung zusichert. Sie könne sich aufgrund der positiven Reaktionen vorstellen, weitere Lieder zu produzieren, zudem sei eine eventuelle Remix-Version von SMB geplant. Im selben Jahr war sie zusammen mit ihrem Kollegen Joel Chanel auf der Single Taser in My Telfar Bag des Rappers Cazwell zu hören.
Zudem moderierte sie 2021 einen Podcast mit dem Titel Harsh Reality. Dieser behandelte die britische Realitysendung There’s Something About Miriam aus dem Jahr 2004, in der sechs Kandidaten um die Gunst des mexikanischen Models Miriam Rivera buhlten. Erst am Ende des Programms erfuhren die Männer von Riveras trans Geschlechtsidentität, worauf sie den ausstrahlenden Sender verklagten und Rivera sich in der Presse zahlreichen Anfeindungen ausgesetzt sah.
2022 verkörperte Lysette im Film Monica des italienischen Regisseurs Andrea Pallaoro ihre erste Hauptrolle. Sie spielte die titelgebende trans Frau, die in ihre Heimat im Mittleren Westen zurückkehrt, um ihre schwer kranke Mutter (dargestellt von Patricia Clarkson) zu pflegen.

## Filmografie
- 2013: Law & Order: Special Victims Unit (Fernsehserie, Folge 15x4)
- 2014–2019: Transparent (Fernsehserie, 12 Episoden)
- 2015: Bloody Mary (Kurzfilm)
- 2015: The Curse of the Fuentes Women (Fernsehfilm)
- 2015: I Am Cait (Doku-Fernsehserie, 3 Episoden)
- 2015–2016: Blunt Talk (Fernsehserie, 3 Episoden)
- 2016: Coffee House Chronicles (Webserie, Folge 1x9)
- 2016: Coffee House Chronicles: The Movie
- 2016–2019: Drunk History (Fernsehserie, 2 Episoden)
- 2017: Deadbeat (Kurzfilm)
- 2017: RuPaul’s Drag Race (Fernsehsendung, Gastauftritt im Finale der neunten Staffel)
- 2018: The Advocate Celebrates 50 Years: A Long Road to Freedom (Dokumentarfilm, Interviewpartnerin)
- 2018: Fabled (Fernsehserie, Folge 1x1)
- 2018–2019: Pose (Fernsehserie, 2 Episoden)
- 2018: Midnight, Texas (Fernsehserie, Episode 2x5)
- 2019: David Makes Man (Fernsehserie, Episode 1x2)
- 2019: Hustlers
- 2020: Disclosure: Hollywoods Bild von Transgender (Disclosure: Trans Lives on Screen, Dokumentarfilm, Interviewpartnerin)
- 2021: Venus as a Boy
- 2021: Q-Force (Fernsehserie, 2 Episoden, Stimme)
- 2022: Monica